# Sangalopsis regia
Sangalopsis regia là một loài bướm đêm trong họ Geometridae.